# Callionymus martinae
Callionymus martinae es una especie de peces de la familia Callionymidae en el orden de los Perciformes.

## Distribución geográfica
Se encuentra en Taiwán.